# بند مجيد خان (أختاتشي محالي)
بند مجيد خان (بالفارسية: بندمجیدخان) هي قرية تقع في إيران في أذربيجان الغربية. يقدر عدد سكانها بـ 13 نسمة .